# 台鉄花車
台鉄花車（たいてつかしゃ、繁体字中国語: 臺鐵花車）は、台湾鉄路管理局（台鉄）とその前身の台湾総督府交通局鉄道部が所有、運行していた国家元首や貴賓客向けの高級鉄道車両の総称。政府専用機の「空軍1号」になぞらえて鉄道ファンやメディアでは「鉄道1号」とも呼ばれている。
その歴史的価値により台鉄の文化資産として登録されている。鉄路節（鐵路節、台湾での鉄道の日に相当）などで時折一般公開されるものの、営業運転あるいは動態運転は行われていない。

## 概要
「花車」は、「花庁車（花廳車）」、「鉄路花車（鐵路花車）」、「Railway Saloon Car」とも呼ばれる。「花車」という語は、清朝において西太后専用車として運行されていた同様の車両について英語の「Saloon（沙龍）」を意訳して用いられたもので、本項の車両はその名称を借用したものである。台鉄には戦前に製造された皇室や台湾総督用車両と、戦後に製造された総統専用車両3両が現存している。それぞれ「天皇花車」（型式名20SA4101）、「総督花車」（型式名20SA4102）、「総統花車」（型式名35SA32820）と呼ばれている。型式名の頭文字SAは英語の「Saloon」を意味する。2005年までは南港操車場に、南港操車場が縦貫線地下化に伴い廃止後は台北検車段七堵操車場に留置されている。
2000年代以降の鐵路節で何度か一般公開されるようになった。

## SA4102総督花車

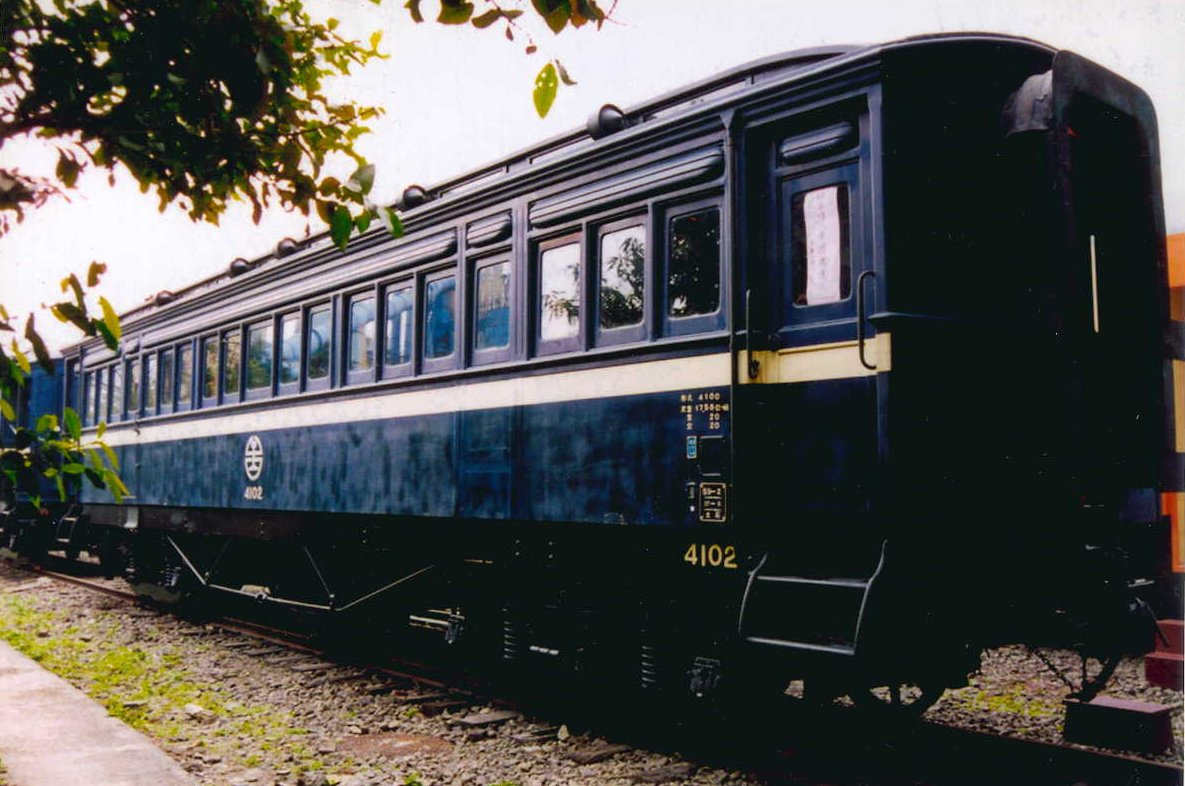
総督花車

- 車籍：20SA4102（20は車重，SAはSALOONの短縮形）

車種：御料車、花車
名称：総督花車（蔣公専車）
自重：17.58トン
換算両数：空車時2.0、積車（乗車）時2.0
定員：14
全長：13.9m
全幅:2.6m
全高:3.4m
最高速度：75km/h
SA4102は台湾の鉄道史上初めて登場した花車で、1904年に台北鉄道工場（現在の台北機廠）で製造された木造ボギー車。製造時は台湾総督府が日本の技術者を招き、鉄道局新橋工場（現東京総合車両センター）が製造した5号御料車を参考に、数度の検討を重ね1903年11月に設計図面が確定、総督府鉄道部で内外装を手掛けさせ、翌年10月10日に落成した。台湾総督と貴賓用に使用されたことから「コトク1型（トク1型とも）」、戦後は「総督花車」と呼ばれている。台鉄の一般車両が全長約20メートルなのに対し、13.9メートルと小ぶりで、日本産の檜や米国産のチーク材が使用されている。製造費は当時の価格で2万1,847円41銭6厘。
台湾で最初に電化設備が搭載された鉄道車両で、ストーン式と呼ばれる車軸発電機による電灯や扇風機4台を備えている。客室、ゲストルーム、寝室、食堂、便所など各部屋間の仕切り壁には木彫りの装飾が施され、床はカーペット、窓にはカーテンが備わっている。下記天皇花車落成以降は総督が使用した。運行時は縦貫線では一般急行列車に増結し、専用列車となることはなかった。
1918年1月16日に第6代台湾総督安東貞美が東京から台湾に戻る際は第12列車に増結して基隆駅まで回送、安東を乗せた列車は台北駅まで第1（急行）列車に増結された。当時の特別車両は日本内地とは異なり、駅での移動距離が少なくなるように編成中間に増結されていた。

## SA4101天皇花車
- 車籍：20SA4101

車種：花車
名称：天皇花車（→蔣公専車）
自重：24.6トン
換算両数：空車時2.5、積車時2.5
定員：
全長：16.4m
全幅：2.7m
全高：3.6m
最高速度：75km/h

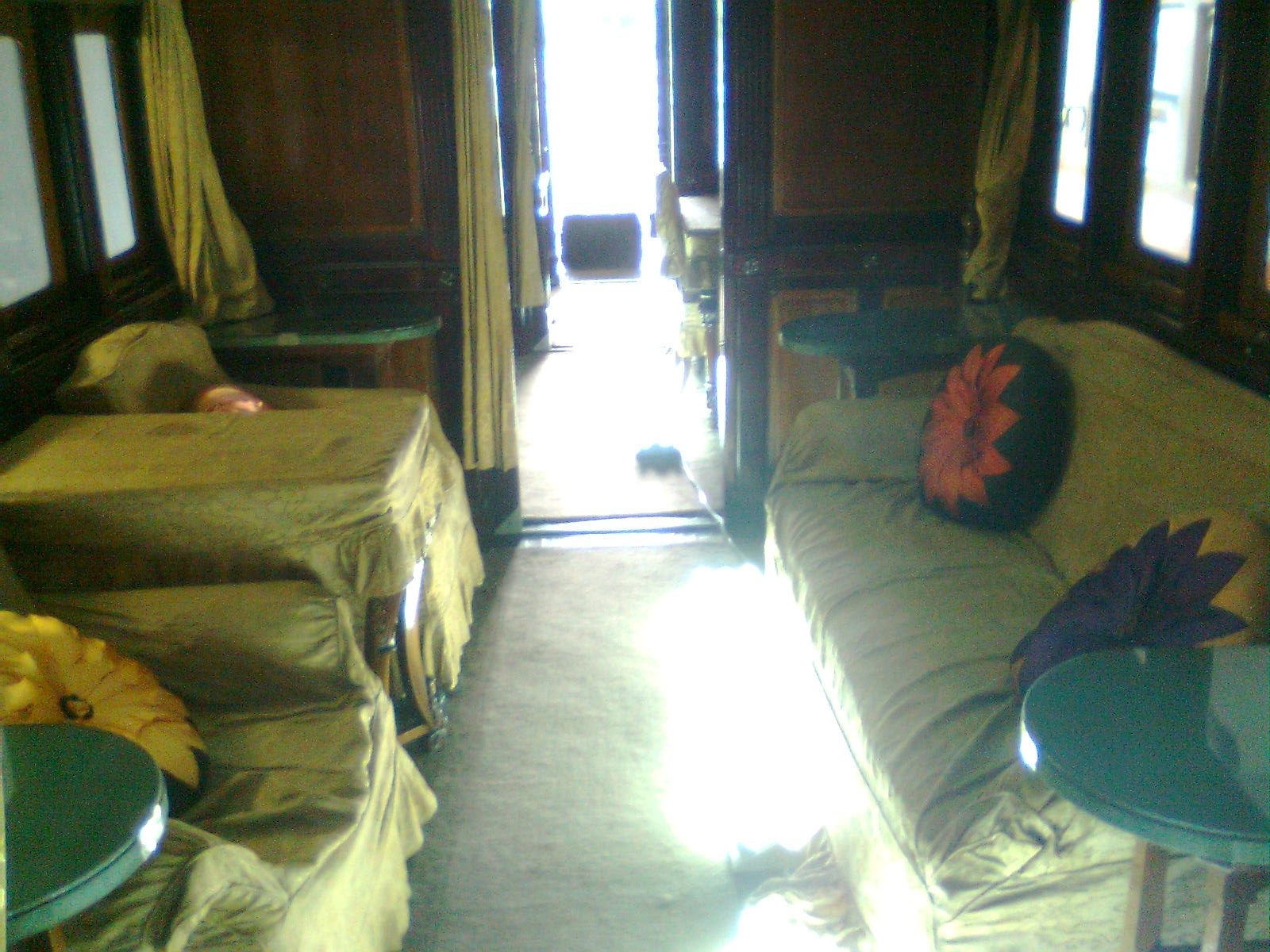
天皇花車内装

SA4101は日本統治時代の1912年（明治45年）に台北鉄道工場で製造された皇室用客車である。「走る行宮」とも呼ばれた。本来は皇太子時代の大正天皇の台湾視察用として製造されたものの、明治天皇は崩御、大正天皇は即位後に利用することはなく、皇室関係者や台湾への貴賓客用として使用された。落成時は「ホトク1型（トク1型とも）」、戦後は「天皇花車」と称されている。1923年（大正12年）4月、摂政宮皇太子裕仁親王（のちの昭和天皇）が台湾行啓を行った。縦貫線の基隆駅から台湾西部各地の主要都市視察の際に乗車した。
1935年（昭和10年）、大韓帝国最後の皇太子で李王家の一員だった李垠も台湾旅行の際に乗車し、このときは李花紋章が掲げられていた。
戦後中華民国の統治下で、この車両は便所が和式から洋式になるなどの若干の改造を経て総統専用車（「蔣公専車（蔣公專車）」）として蔣介石が使用した。車体色も日本内地に準じた深紅から一旦は中国式の緑色となった。その後ほどなく台鉄の標準色の深藍色となり、窓下には白線が加えられた。菊花紋章は外され、白字で台鉄のロゴと車両番号が書き加えられて現在に至っている。
檜やチーク材による装飾は原料段階から手作業で製造されたこと、全長約17メートルの車体と狭小な便所に設置された収納式洗面、三層の遮光ガラス、網戸、カーテンやステンドグラス式の通気窓、菊花紋章のクッションやソファー、胡蝶を模った鏡、二枚羽の扇風機、世界で唯一とされる円形に「台湾の『台』」を模った客室窓などの細部に至る装飾を含めて3種の花車のうち、最も学術的に研究が進んでいる。車内には明治時代の著名な画家川端玉章による草花の彫刻作品が飾られていて、その価値は現在のものに換算すると1億ニュー台湾ドル以上に相当するという。
馬英九が選挙公約で鉄道文化保存に言及したことや、2009年ごろに交通部長毛治国が花車を視察したことで、台鉄局内部で内装を複製し、現行客車に換装、一般観光列車として旧山線などで運行する構想が浮上したものの、実現には至っていない。台北機廠には当時の図面が残っている
2018年の鐵路節では天皇花車のステンドグラスをあしらった記念切符が限定販売された。
- お召列車当時の内装

## SA32820総統花車
- 車籍：35SA32820

車種：花車
名称：総統花車
自重：31.25トン
換算両数：空車時3.0、積車時3.5
定員：30
全長：20m
全幅：2.8m
全高：3.8m
最高速度：100km/h

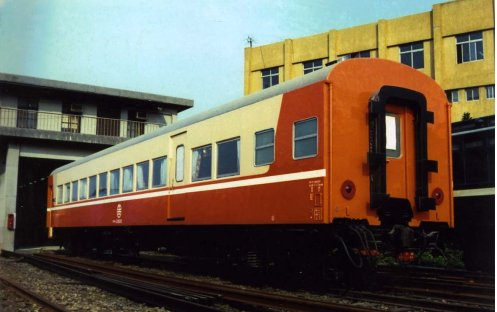
総統花車（35SA32820）

台鉄での車籍はSA32820で、1967年に観光号の客車を改装して上記蔣公専車に代わる総統専用車両として仕立てられた。蔣介石が台湾各地を巡視するために空調が完備されているが、介石が実際に乗ることはなかった。その後1991年12月13日に南廻線開通に伴って、当時の総統李登輝が環島視察で使用されたのが総統職務者としての唯一の使用例となっている。
内装は比較的簡素だが、会議室のほかにゲストルーム、男女別寝室と洗面所を備えていた。洗面所は1960年代に流行していたチェッカータイルが壁面と床面に取り入れられ、この車両の中では最も文化資産としての価値が高いと認められている。元観光号客車から流用された特徴的な1メートル大の窓は現存唯一のものとなっている。
2024年10月から観光列車 (台湾)として台東線で運行される。

## その他

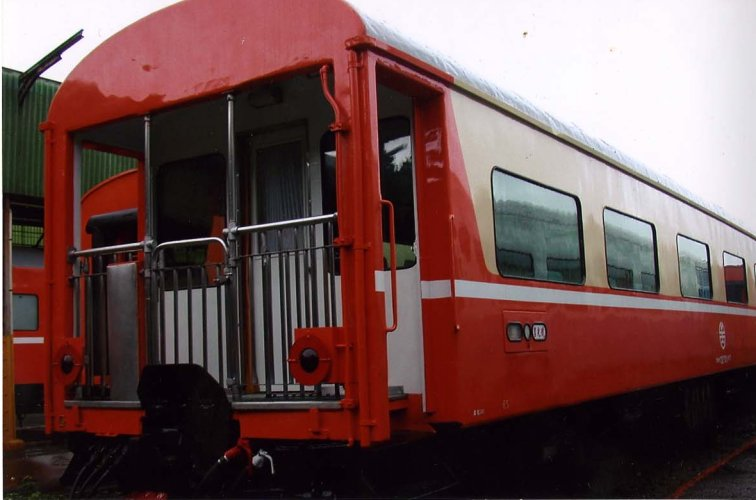
総統客庁車（35PC32701）

台鉄ではかつて上記の花車を3両保有していた。部品や図面も現存せず、製造や整備技術も失われていることで運行可能な状態を維持できなくなっている。また道路交通や航空路の発展により実際に運行されることも稀だった。
第5代中華民国総統厳家淦は任期中に日本製客車を改造したパーラーカーと呼ばれる35PC32701型客車を総統専用車に充当していた。
厳以外に使用されたのは1991年に運行された李登輝の専用環島列車でSA32820総統花車に連結されていた。列車内で李登輝の社交場として毎日の定例記者発表がここで行われた。1990年代以降は民間の旅行代理店を通じて「総統客庁車」として一般利用が可能となっている。

## 関連書籍
- 《台鐵花車百年史》 - 洪致文著（2014年9月中華民國鐵道文化協會刊行、ISBN 978-957-99335-5-1）
- 《台鐵憶舊四十年》 - 蘇昭旭/黄澍民合著 （2000年10月人人出版刊行、ISBN 9573088533 http://www.jjp.com.tw/testread/pb020/pb020-3.pdf ）